# Diospyros guatterioides
Diospyros guatterioides är en tvåhjärtbladig växtart som beskrevs av Albert Charles Smith. Diospyros guatterioides ingår i släktet Diospyros och familjen Ebenaceae. Inga underarter finns listade i Catalogue of Life.